# Los Musiqueros Entrerrianos
Los Musiqueros Entrerrianos es un conjunto folclórico argentino, originario de Diamante (provincia de Entre Ríos).
Se formaron en enero de 1989 con el objetivo de acompañar musicalmente a Los Hermanos Cuestas y después decidieron tomar su propio rumbo.
Llevando como estandarte la chamarrita, han rescatado, además, ritmos como el tanguito montielero, la ranchera y el foxtrot entre otros.

## Historia
La primera formación de Los Musiqueros Entrerrianos de la que se tiene referencia, incluye a: Rubén Giménez (primera guitarra y voz), Marcelo Madoni (bajo y voz), Francisco Cuestas (teclado y voz), Servando Cuestas (segunda guitarra y voz), Lautaro Cuestas (percusión y voz) y Juan Carlos Abrego (acordeón).
De aquella agrupación hoy se mantienen Rubén Giménez, Marcelo Madoni y Francisco Cuestas.
Luego de acompañar seis años a Los Hermanos Cuestas deciden continuar su propio camino. En 1996 graban su primer material, Mi jaula sonora, recuperando clásicos de otras épocas como Amor en Budapest y Noches de Hungría.
Al año siguiente son bien recibidos en Buenos Aires y allí decidirían instalarse para expandirse hacia otros rumbos, buscando difundir la música entrerriana. En el 98, registran su segundo trabajo, Recorriendo el país, incorporando temas tradicionales como Juan del Gualeyán.
Han transitado por los escenarios más importantes de Argentina: Cosquín, Jesús María, Festival de la Chaya, Festival de Diamante y Argentina en Mendoza, entre otros. En mayo del año 2000 viajaron a EE. UU. para actuar en la ciudad de Miami, en donde fueron condecorados por el alcalde y aplaudidos por el show realizado allí. Dos años después regresan a Miami como únicos representantes del folclore de su país, presentando una nueva versión del Himno Nacional Argentino. En una presentación, cuando Los Musiqueros Entrerrianos cumplieron diez años, los Hermanos Cuestas dijeron:

Entre Ríos es una canción.
Canta el monte... porque es cuna de aves
Canta el río... porque es cuna de piedras
Canta el bronce... porque es cuna de héroes
Canta el sol... porque es cuna de mujeres y hombres que lo dignifican...
Desde esta tierra, brotan como vara de nardo tres talentosos músicos...
En ellos confiamos, porque sabemos de su talento.

A fines de 2006 graban Natural, con canciones en su mayoría propias. Incorporan nuevos elementos como la guitarra eléctrica, logrando un sonido diferente y con nuevos desafíos desde el concepto, el diseño gráfico y un videoclip (Una tierra diferente) incorporado. De este álbum se destaca el pegadizo Devolveme la canoa. 
En el año 2009 editan "Pasaporte", su último disco, con canciones como "Lo que hay en ti", "Chamarra de Ramon" y "Vengo". Y cabe destacar las versiones de "Puestero y cazador", tema original de Los Hermanos Cuestas y "Dejando Huellas", de Rufino Conde y el Chaqueño Palavecino. El disco cuenta con grandes artistas invitados, Soledad en la canción Puerto Sánchez, Los Tekis en Adictos, y Abel Pintos y el Coro Kennedy en La isla de tus sueños.

Una característica del cancionero entrerriano ha sido el cantarle al paisaje (al río, las aves, etc.) y a las costumbres del hombre (como la pesca). Los Musiqueros Entrerrianos han seguido esa línea, pero también han agregado canciones bien románticas, dando origen a un nuevo estilo dentro del género.

## Discografía
- Mi jaula sonora (1996)
- Recorriendo el país (1998)
- Los Musiqueros Entrerrianos (2000)
- 20 grandes éxitos (2000)
- Sueños (2002)
- Natural (2006)
- Pasaporte (2009)

## Premios/Reconocimientos
- Visitantes distinguidos del Condado de Dade por el Alcalde Alex Penelas (Miami, 2000)
- Premio AMA (Asociación Mujeres Argentinas) por su versión del Himno Nacional.